# Zapadłe (powiat człuchowski)
Zapadłe – wieś w Polsce położona w województwie pomorskim, w powiecie człuchowskim, w gminie Koczała.
W latach 1975–1998 miejscowość administracyjnie należała do województwa słupskiego.
Wieś wchodzi w skład sołectwa Trzyniec.